# Tercera División de México 2011-12
La Temporada 2011-12 de la Tercera División de México fue el quincuagésimo segundo torneo de esta división. El Real Cuautitlán se proclamó campeón de la categoría tras derrotar al Calor de San Pedro en la final del campeonato.

## Formato de competencia[2]
De los 223 equipos se dividen por zonas geográficas quedando 15 grupos de 11 a 18 equipos; cada grupo hace un calendario de juegos entre todos esos a doble visita recíproca, por cada juego se otorgan 3 puntos al vencedor, un punto por empate más un punto extra que se define en series de penales que se adjudica el ganador y 0 puntos por derrota,
Califican 2 o 4 equipos según la cantidad de clubes por grupo; en total 64 equipos califican a la liguilla por el título pasando desde los treintaidosavos de final, hasta la final; donde el vencedor o campeón asciende a la Liga Premier de Ascenso de la Segunda División, en tanto el derrotado pasa a Liga de Nuevos Talentos.
En cuanto a equipos filiales, pueden disputar el título de filiales sin derecho de ascenso, estos califican 8 por torneo corto jugando solo cuartos de final, semifinal y final.
El descenso no existe, sin embargo, si un equipo no paga sus cuotas puede salir de la división aún en plena temporada, antes de cada torneo los equipos deben pagar su admisión a la división; y cubrir los requisitos de registro de 30 elementos por equipo, incluyendo entrenadores y cuerpo técnico (que pagan por separado su afiliación ante la FMF), también se pagan los balones de juego marca Voit exclusivamente que la F.M.F suministra, el arbitraje cada juego se paga, pero el gasto que corre por cuenta del equipo local y derecho de juego; en cuanto a multas cada club paga desde no presentarse a tiempo al partido, insultar al arbitraje, problemas que genere la afición, por cada amonestación y expulsión de los jugadores, grescas entre jugadores etc. 
Los equipos que clasifican a Liguilla por el título deben pagar cuotas extras. Si algún equipo decide cambiar de nombre y sede debe pagar cuotas que ello genere, más su admisión, es por esta razón que cada año hay nuevos equipos y otros que dejan de competir repentinamente. 
Si hay oportunidad, hay ascenso desde la Cuarta división, pero el equipo debe pagar sus cuotas.

### Ascensos y Descensos
| Pos. | Descendido a la Tercera División de México |
| ---- | ------------------------------------------ |
| 52º  | FICUMDEP de Xalapa                         |

| Pos. | Ascendido al Liga de Nuevos Talentos |
| ---- | ------------------------------------ |
| 2°   | Santos Casino                        |
| 3°   | Cachorros León                       |

| Pos. | Ascendido a la Liga Premier |
| ---- | --------------------------- |
| 1°   | Vaqueros de Ixtlán          |

| Pos. | Ascendido a la Tercera División |
| ---- | ------------------------------- |
| X    | No hubo                         |

## Equipos participantes

### Grupo I
| Equipo                | Ciudad                         | Estadio                               |
| --------------------- | ------------------------------ | ------------------------------------- |
| Atlético Chiapas      | Tuxtla Gutiérrez, Chiapas      | Víctor Manuel Reyna                   |
| Bonfil                | Cancún, Quintana Roo           | La Parcela                            |
| Chetumal              | Chetumal, Quintana Roo         | José López Portillo                   |
| Corsarios de Campeche | Campeche, Campeche             | Universitario Campeche                |
| Delfines de la UNACAR | Ciudad del Carmen, Campeche    | Polideportivo Campus II UNACAR        |
| Dragones de Tabasco   | Villahermosa, Tabasco          | Olímpico de Villahermosa              |
| F.C. Itzaes           | Mérida, Yucatán                | Unidad Deportiva Solidaridad          |
| Huracanes de Cozumel  | Cozumel, Quintana Roo          | Unidad Deportiva Bicentenario         |
| Inter Playa "B" (*)   | Playa del Carmen, Quintana Roo | Unidad Deportiva Luis Donaldo Colosio |
| Jaguares de la 48     | Reforma, Chiapas               | Sergio Lira Gallardo                  |
| Pioneros Junior       | Cancún, Quintana Roo           | Cancún 86                             |

### Grupo II
| Equipo                          | Ciudad                      | Estadio                                    |
| ------------------------------- | --------------------------- | ------------------------------------------ |
| Atlético Boca del Río           | Boca del Río, Veracruz      | Unidad Deportiva Hugo Sánchez Márquez      |
| Caballeros de Córdoba           | Córdoba, Veracruz           | Rafael Murillo Vidal                       |
| Cruz Azul Lagunas (*)           | Lagunas, Oaxaca             | Cruz Azul                                  |
| Delfines UGM                    | Orizaba, Veracruz           | UGM                                        |
| Héroes de Veracruz              | Xiutetelco, Puebla          | Municipal Xiutetelco                       |
| Lanceros de Cosoleacaque        | Cosoleacaque, Veracruz      | Unidad Deportiva Miguel Hidalgo            |
| Naranjeros de Álamo             | Juchitán, Oaxaca            | Municipal Juchiteco                        |
| Piñeros de Loma Bonita          | Loma Bonita, Oaxaca         | 20 de Noviembre                            |
| Poza Rica                       | Poza Rica, Veracruz         | Heriberto Jara Corona                      |
| C.F. San Andrés                 | San Andrés Tuxtla, Veracruz | Unidad Deportiva Lino Fararoni             |
| Santos Casino (*)               | Córdoba, Veracruz           | Rafael Murillo Vidal                       |
| Tiburones Rojos de Boca del Río | Boca del Río, Veracruz      | Centro de Alto Rendimiento Tiburones Rojos |
| Universidad del Golfo de México | Orizaba, Veracruz           | Universitario UGM                          |

### Grupo III
| Equipo                            | Ciudad                          | Estadio                                |
| --------------------------------- | ------------------------------- | -------------------------------------- |
| Albinegros "C" (*)                | Orizaba, Veracruz               | CIDOSA                                 |
| Deportivo Anlesjeroka             | Tehuacán, Puebla                | Anlesjeroka                            |
| Estudiantes de Xalapa             | Xalapa, Veracruz                | Lic. Antonio M. Quirasco               |
| Langostineros de Atoyac           | Atoyac, Veracruz                | Padelma 2000                           |
| Limoneros de Martínez de la Torre | Martínez de la Torre, Veracruz  | El Cañizo                              |
| Lobos BUAP "C" (*)                | Puebla, Puebla                  | Preparatoria Benito Juárez             |
| Ocotlán F.C.                      | Atlixco, Puebla                 | Campo Ixtac                            |
| Real San Cosme                    | Tlaxcala, Tlaxcala              | Víctor Ruíz                            |
| Reales de Puebla                  | Puebla, Puebla                  | Deportivo Metepec                      |
| SEP Puebla                        | Puebla, Puebla                  | Unidad Deportiva Mario Vázquez Raña    |
| Star Club                         | Santa Ana Chiautempan, Tlaxcala | Próspero Cahuantzi                     |
| Tehuacán                          | Tehuacán, Puebla                | Tehuacán                               |
| Tulyehualco                       | Puebla, Puebla                  | Ex Hacienda San José de las Maravillas |

### Grupo IV
| Equipo                   | Ciudad                 | Estadio                           |
| ------------------------ | ---------------------- | --------------------------------- |
| Atlético Cuernavaca      | Mazatepec, Morelos     | Municipal Mazatepec               |
| Chapulineros de Oaxaca   | Oaxaca, Oaxaca         | Unidad Deportiva Oriente          |
| Chilpancingo             | Chilpancingo, Guerrero | Unidad Deportiva Vicente Guerrero |
| Cuautla Yeca Juvenil (*) | Yecapixtla, Morelos    | Isidro Gil Tapia                  |
| Deportivo Neza           | Xochitepec, Morelos    | Mariano Matamoros                 |
| Galeana Morelos "B" (*)  | Cuernavaca, Morelos    | Unidad Deportiva Mazatepec        |
| Guerreros de Yecapixtla  | Yecapixtla, Morelos    | Fidel Díaz Vera                   |
| Frailes Homape           | México, D.F.           | San Isidro                        |
| Mante F.C.               | Tezoyuca, Morelos      | Tezoyuca                          |
| Real Olmeca Sport        | México, D.F.           | M.M. Cd. Deportiva Campo No. 7    |
| Tigres Dorados MRCI      | Oaxaca, Oaxaca         | Campo MRCI Tlacochahuaya          |
| Zacatepec "B" (*)        | Zacatepec, Morelos     | Agustín Coruco Díaz               |
| Zapata                   | Zapata, Morelos        | Unidad Deportiva Tehuixtla        |

### Grupo V
| Equipo                       | Ciudad                                  | Estadio                         |
| ---------------------------- | --------------------------------------- | ------------------------------- |
| Águilas de Teotihuacán       | Acolman, Estado de México               | Municipal Acolman               |
| Álamos F.C.                  | México, D.F.                            | M.M. Cd. Deportiva Campo No. 9  |
| Azules de la Sección 26      | México, D.F.                            | Deportivo Plutarco Elías Calles |
| Cobijeros de Chiconcuac      | Chiconcuac, Estado de México            | Unidad Deportiva San Miguel     |
| Coyotes Neza                 | Ciudad Nezahualcoyótl, Estado de México | Metropolitano                   |
| Iztacalco                    | México, D.F.                            | San Bernardino                  |
| Liga Central de Reservas     | México, D.F.                            | Deportivo Plutarco Elías Calles |
| Lobos Unión Neza             | Ciudad Nezahualcoyótl, Estado de México | Deportivo Francisco I. Madero   |
| Novillos Neza                | Ciudad Nezahualcoyótl, Estado de México | Metropolitano                   |
| Pato Baeza                   | Texcoco, Estado de México               | Centro de Fútbol Pato Baeza     |
| Promodep Central             | México, D.F.                            | Deportivo Plutarco Elías Calles |
| Sporting Canamy              | México, D.F.                            | Deportivo Francisco I. Madero   |
| Tecamachalco Sur             | Huixquilucan, Estado de México          | Alberto Pérez Navarro           |
| Texcoco                      | Texcoco, Estado de México               | Municipal Claudio Suárez        |
| Vaqueros de Tepic del Valle  | Tepotzotlán, Estado de México           | Municipal Miguel Alemán         |
| Venados del Estado de México | Ciudad Nezahualcoyótl, Estado de México | Neza 86                         |

### Grupo VI
| Equipo                     | Ciudad                         | Estadio                               |
| -------------------------- | ------------------------------ | ------------------------------------- |
| Atlético UEFA              | México, D.F.                   | Campos Fragoso                        |
| Deportivo Lerma            | Lerma, Estado de México        | Ixtapan 90                            |
| Deportivo Metepec          | Metepec, Estado de México      | Jesús Lara                            |
| Estudiantes de Atlacomulco | Atlacomulco, Estado de México  | Ignacio Pichardo Pagaza               |
| Grupo Sherwood             | Metepec, Estado de México      | Ixtapan 90                            |
| Huixquilucan               | Huixquilucan, Estado de México | Alberto Pérez Navarro                 |
| Ixtlahuaca                 | Ixtlahuaca, Estado de México   | Municipal de Ixtlahuaca               |
| C.D. Jilotepec             | Jilotepec, Estado de México    | Rubén Chávez Chávez                   |
| Real Cuautitlán            | Cuautitlán, Estado de México   | Los Pinos                             |
| Real Halcones              | México, D.F.                   | Ana Gabriela Guevara                  |
| Soccer Club Buendía        | Metepec, Estado de México      | Jesús Lara                            |
| C.D. Tejupilco             | Tejupilco, Estado de México    | Unidad Deportiva Tejupilco            |
| Tolcayuca F.C.             | Naucalpan, Estado de México    | La Granja                             |
| Potros UAEM "B" (*)        | Toluca, Estado de México       | Universitario Alberto "Chivo" Córdoba |
| Zitácuaro                  | Zitácuaro, Michoacán           | Ignacio López Rayón                   |

### Grupo VII
| Equipo                     | Ciudad                        | Estadio                          |
| -------------------------- | ----------------------------- | -------------------------------- |
| Atlético Hidalgo           | Pachuca, Hidalgo              | Nuevo La Higa                    |
| Atlético Huejutla          | Huejutla, Hidalgo             | Carlos Fayad                     |
| Club Hidalguense           | Pachuca, Hidalgo              | Club Hidalguense                 |
| Cruz Azul Dublán           | Ciudad Cooperativa, Hidalgo   | 10 de diciembre                  |
| Deportivo Ixmiquilpan      | Ixmiquilpan, Hidalgo          | Parque Acuático Tepathé          |
| Leones de Huauchinango     | Huauchinango, Puebla          | Unidad Deportiva México          |
| Morelos Ecatepec           | Ecatepec, Estado de México    | Morelos de Ecatepec              |
| Pachuca Juniors            | San Agustín Tlaxiaca, Hidalgo | Universidad del Fútbol Cancha 2  |
| Santiago Tulantepec        | Santiago Tulantepec, Hidalgo  | Unidad Deportiva Conrado Muntané |
| Sultanes de Tamazunchale   | Tamazunchale, San Luis Potosí | Deportivo Solidaridad            |
| Tuzos del Pachuca (*)      | San Agustín Tlaxiaca, Hidalgo | Universidad del Fútbol Cancha 2  |
| Unión Acolman              | Acolman, Estado de México     | Municipal Acolman                |
| Universidad del Fútbol (*) | San Agustín Tlaxiaca, Hidalgo | Universidad del Fútbol Cancha 2  |

### Grupo VIII
| Equipo                          | Ciudad                                  | Estadio                         |
| ------------------------------- | --------------------------------------- | ------------------------------- |
| Aztecas AMF Soccer              | Naucalpan, Estado de México             | Unidad Cuauhtémoc               |
| Cefor Cuauhtémoc Blanco         | México, D.F.                            | Nido Águila                     |
| Cielo Azul                      | México, D.F.                            | Deportivo Los Galeana           |
| ECA Norte                       | Naucalpan, Estado de México             | Unidad Cuauhtémoc               |
| Esmeralda F.C.                  | México, D.F.                            | Deportivo Los Galeana           |
| Independiente Mexiquense        | Nicolás Romero, Estado de México        | Progreso Industrial             |
| Leones de Lomar                 | México, D.F.                            | San Isidro                      |
| Panteras de Lindavista          | México, D.F.                            | Deportivo Plutarco Elías Calles |
| Proyecto Nuevo Chimalhuacán (*) | Chimalhuacán, Estado de México          | Tepalcates                      |
| Club Plateros                   | México, D.F.                            | Jesús "Palillo" Martínez        |
| Potros de Hierro                | México, D.F.                            | Universidad Anáhuac Norte       |
| San José del Arenal             | Chalco, Estado de México                | Joaquín Iracheta                |
| Teca Huixquilucan               | Huixquilucan, Estado de México          | Alberto Pérez Navarro           |
| Tecamachalco                    | Ciudad Nezahualcoyótl, Estado de México | Neza 86                         |
| Valle del Mezquital             | México, D.F.                            | Deportivo Los Galeana           |
| Vikingos de Chalco              | Chalco, Estado de México                | Arreola                         |

### Grupo IX
| Equipo                            | Ciudad                         | Estadio                                   |
| --------------------------------- | ------------------------------ | ----------------------------------------- |
| Atletas Campesinos                | Querétaro, Querétaro           | Unidad Deportiva La Cañada                |
| Delfines de Abasolo               | Abasolo, Guanajuato            | Municipal de Abasolo                      |
| Deportivo Corregidora             | Corregidora, Querétaro         | F.C. Total                                |
| Felinos de Querétaro              | Querétaro, Querétaro           | Unidad Deportiva La Cañada                |
| Gallos Blancos de Zihuatanejo     | Zihuatanejo, Guerrero          | Unidad Deportiva Municipal de Zihuatanejo |
| Jaral del Progreso                | Jaral del Progreso, Guanajuato | Unidad Deportiva Municipal de Jaral       |
| Limoneros de Apatzingán           | Apatzingán, Michoacán          | Unidad Deportiva Adolfo López Mateos      |
| Lobos de Zihuatanejo              | Zihuatanejo, Guerrero          | Unidad Deportiva Municipal de Zihuatanejo |
| Monarcas Morelia "B" (*)          | Morelia, Michoacán             | Venustiano Carranza                       |
| Monarcas Zacapu                   | Zacapu, Michoacán              | Municipal de Zacapu                       |
| Originales Aguacateros de Uruapan | Uruapan, Michoacán             | Unidad Deportiva Hermanos López Rayón     |
| Querétaro "C"                     | Querétaro, Querétaro           | Unidad Deportiva La Cañada                |
| Santa Rosa                        | Querétaro, Querétaro           | Parque Bicentenario Querétaro             |
| Tota Carbajal                     | León, Guanajuato               | Club Deportivo Cabezas Rojas              |
| Toros de Tequisquiapan            | Tequisquiapan, Querétaro       | Unidad Deportiva Emiliano Zapata          |
| CDU Uruapan                       | Uruapan, Michoacán             | Unidad Deportiva Hermanos López Rayón     |

### Grupo X
| Equipo                                    | Ciudad                               | Estadio                                             |
| ----------------------------------------- | ------------------------------------ | --------------------------------------------------- |
| Atlético Bajío                            | León, Guanajuato                     | Unidad Deportiva Enrique Fernández Martínez         |
| Atlético ECCA                             | León, Guanajuato                     | Unidad Deportiva Enrique Fernández Martínez         |
| Atlético San Francisco                    | San Francisco del Rincón, Guanajuato | Domingo Velázquez                                   |
| Atlético San Marcos                       | Aguascalientes, Aguascalientes       | Centro Deportivo Ferrocarrillero Las Tres Centurias |
| Cabezas Rojas (*)                         | León, Guanajuato                     | Club Deportivo Cabezas Rojas                        |
| Cachorros León                            | León, Guanajuato                     | Casa Club León                                      |
| Celaya FC "B"                             | Celaya, Guanajuato                   | Miguel Alemán Valdés                                |
| Deportivo Colegio Guanajuato              | León, Guanajuato                     | Colegio Guanajuato                                  |
| Deportivo El Milagro                      | Degollado, Jalisco                   | Municipal Degollado                                 |
| Libertadores de Pénjamo                   | Pénjamo, Guanajuato                  | Municipal Manuel Doblado                            |
| Lobos de San Luis                         | San Luis Potosí, San Luis Potosí     | Unidad Deportiva Adolfo López Mateos                |
| Minera Fresnillo                          | Fresnillo, Zacatecas                 | Unidad Deportiva Minera Fresnillo                   |
| Real Leonés                               | León, Guanajuato                     | Club Empress                                        |
| Real Zamora                               | Zamora, Michoacán                    | Unidad Deportiva El Chamizal                        |
| Reboceritos de La Piedad (*)              | La Piedad, Michoacán                 | Unidad Deportiva Lic. Humberto Romero               |
| Unión León                                | León, Guanajuato                     | Unión León Lalo Gutiérrez                           |
| Universidad Autónoma de Zacatecas "B" (*) | Zacatecas, Zacatecas                 | Universitario Unidad Deportiva Norte                |

### Grupo XI
| Equipo                       | Ciudad                         | Estadio                                   |
| ---------------------------- | ------------------------------ | ----------------------------------------- |
| Arandas F.C.                 | Arandas, Jalisco               | Unidad Deportiva Gustavo Díaz Ordaz       |
| Atlético Cocula              | Acatlán, Jalisco               | Juan "Bigotón" Jasso                      |
| Atlético Tecomán             | Tecomán, Colima                | Víctor Eduardo Sevilla Torres             |
| Atotonilco F.C.              | Atotonilco El Alto, Jalisco    | Unidad Deportiva Margarito Ramírez        |
| Charales de Chapala          | Chapala, Jalisco               | Municipal de Chapala                      |
| Comala Pueblo Mágico         | Colima, Colima                 | Colima                                    |
| Deportivo Acatic             | Acatic, Jalisco                | Unidad Deportiva Municipal Acatic         |
| Deportivo Costalegre         | Barra de Navidad, Jalisco      | Unidad Deportiva Fidel Kosonoy Celedón    |
| Deportivo Yurécuaro          | Yurécuaro, Michoacán           | Centenario Unidad Deportiva Benjamín Mora |
| Escuela de Fútbol Chivas (*) | Zapopan, Jalisco               | Verde Valle                               |
| Mulos del CD Oro             | Zapopan, Jalisco               | Campos Telmex                             |
| Nuevos Valores de Occidente  | San José de Gracia, Michoacán  | Juanito Chávez                            |
| C.D. Tepatitlán              | Tepatitlán de Morelos, Jalisco | Gregorio "Tepa" Gómez                     |
| Valle del Grullo             | Juanacatlán, Jalisco           | Juanacatlán                               |
| Vaqueros Bellavista          | Acatlán, Jalisco               | Juan "Bigotón" Jasso                      |
| Vaqueros Guadalajara         | Tlaquepaque, Jalisco           | Club Vaqueros Tlaquepaque                 |
| Volcanes de Colima           | Colima, Colima                 | Unidad Deportiva Morelos                  |

### Grupo XII
| Equipo                         | Ciudad                         | Estadio                                  |
| ------------------------------ | ------------------------------ | ---------------------------------------- |
| Atlas 3a                       | Zapopan, Jalisco               | CECAF                                    |
| Club Ayotlán                   | Ayotlán, Jalisco               | Chino Rivas                              |
| Aves Blancas                   | Tepatitlán de Morelos, Jalisco | Corredor Industrial                      |
| Cachorros Atotonilco           | Atotonilco El Alto, Jalisco    | Club La Primavera U de G.                |
| Cazcanes de Ameca              | Ameca, Jalisco                 | Núcleo Deportivo y de Espectáculos Ameca |
| Cocula F.C.                    | Zapopan, Jalisco               | Club La Primavera U de G.                |
| Deportivo Las Varas            | Compostela, Nayarit            | Alameda                                  |
| Deportivo de Los Altos "B" (*) | Yahualica, Jalisco             | Las Ánimas                               |
| Deportivo Nayarit              | Tepic, Nayarit                 | Arena Cora                               |
| Deportivo Tomates              | Tomatlán, Jalisco              | Alejandro Ruelas Ibarra                  |
| Estudiantes Tecos "C" (*)      | Zapopan, Jalisco               | Cancha Jorge Campos UAG                  |
| Guadalajara "C" (*)            | Zapopan, Jalisco               | Verde Valle                              |
| Leones Negros de Talpa (*)     | Talpa de Allende, Jalisco      | Unidad Deportiva Halcón Peña             |
| Nacional                       | Guadalajara, Jalisco           | Occidente                                |
| Revolucionarios F.C.           | Tlajomulco, Jalisco            | Unidad Deportiva Mariano Otero           |
| Sahuayo F.C. (*)               | Sahuayo, Michoacán             | Unidad Deportiva Municipal               |
| Vaqueros Nayarit               | Tlaquepaque, Jalisco           | Club Vaqueros Tlaquepaque                |
| F.C. Zapotlanejo               | Zapotlanejo, Jalisco           | Miguel Hidalgo                           |

### Grupo XIII
| Equipo                                  | Ciudad                               | Estadio                                   |
| --------------------------------------- | ------------------------------------ | ----------------------------------------- |
| Alianza Unetefan                        | Guadalupe, Nuevo León                | Unidad Deportiva La Talaverna             |
| Atlético Altamira                       | Altamira, Tamaulipas                 | Lázaro Cárdenas                           |
| Canteranos Altamira (*)                 | Altamira, Tamaulipas                 | Cancha No. 2 Club Altamira                |
| Ciudad Valles                           | Ciudad Valles, San Luis Potosí       | Unidad Deportiva Veteranos                |
| Correcaminos UAT "C" (*)                | Ciudad Victoria, Tamaulipas          | Eugenio Alvizo Porras                     |
| Coyotes de Saltillo                     | Saltillo, Coahuila                   | Olímpico Francisco I. Madero              |
| Estudiantes Tecnológico de Nuevo Laredo | Nuevo Laredo, Tamaulipas             | Ciudad Deportiva Nuevo Laredo             |
| FC Excélsior                            | Salinas Victoria, Nuevo León         | Centro Deportivo Soriana                  |
| Halcones de Saltillo                    | Saltillo, Coahuila                   | Olímpico Francisco I. Madero              |
| Ho Gar Matamoros                        | Matamoros, Tamaulipas                | Pedro Salazar Maldonado                   |
| Jaguares de Nuevo León                  | San Nicolás de los Garza, Nuevo León | Unidad Deportiva Oriente                  |
| Monterrey "C" (*)                       | Monterrey, Nuevo León                | El Cerrito                                |
| Orinegros de Ciudad Madero              | Ciudad Madero, Tamaulipas            | Olímpico del Tecnológico de Ciudad Madero |
| Panteras Negras GNL                     | Guadalupe, Nuevo León                | Unidad Deportiva La Talaverna             |
| Tigres SD (*)                           | Zuazua, Nuevo León                   | La Cueva                                  |
| Tuneros de Matehuala                    | Matehuala, San Luis Potosí           | Manuel Moreno Torres                      |
| Universidad de Monterrey                | San Pedro Garza García, Nuevo León   | Universidad de Monterrey                  |

### Grupo XIV
| Equipo                          | Ciudad                              | Estadio                           |
| ------------------------------- | ----------------------------------- | --------------------------------- |
| Azucareros de Los Mochis        | Los Mochis, Sinaloa                 | Centenario                        |
| Deportivo Guamúchil (*)         | Guamúchil, Sinaloa                  | Coloso del Dique                  |
| Diablos Azules                  | Guasave, Sinaloa                    | Guasave 89                        |
| Dorados "B" (*)                 | Culiacán, Sinaloa                   | Unidad Deportiva Japac            |
| Guerreros Pericúes              | Cabo San Lucas, Baja California Sur | Complejo Deportivo Don Koll       |
| Héroes de Caborca               | Caborca, Sonora                     | Fidencio Hernández                |
| Indios Cucapá                   | San Luis Río Colorado, Sonora       | México 70                         |
| Mazatlán Soccer Club            | Mazatlán, Sinaloa                   | Unidad Deportiva SAHOP            |
| Poblado Miguel Alemán           | Hermosillo, Sonora                  | Alejandro López Caballero         |
| Universidad Autónoma de Sinaloa | Culiacán, Sinaloa                   | Universitario                     |
| Xoloitzcuintles 3a (*)          | Tijuana, Baja California            | Unidad Deportiva Eufracio Santana |

### Grupo XV
| Equipo                            | Ciudad                   | Estadio                             |
| --------------------------------- | ------------------------ | ----------------------------------- |
| Aztecas Arandas                   | Gómez Palacio, Durango   | Unidad Deportiva Gómez Palacio      |
| Calor de San Pedro                | San Pedro, Coahuila      | Unidad Deportiva San Pedro          |
| Chinarras de Aldama               | Aldama, Chihuahua        | Olímpico Ciudad Deportiva Chihuahua |
| Colegio de Bachilleres Cd. Juárez | Ciudad Juárez, Chihuahua | 20 de Noviembre                     |
| Fútbol Premier                    | Chihuahua, Chihuahua     | Olímpico Ciudad Deportiva Chihuahua |
| Generales de Navojoa              | San Pedro, Coahuila      | Unidad Deportiva San Pedro          |
| Halcones de Jiménez               | Jiménez, Chihuahua       | Alameda                             |
| Real Magarí                       | Ciudad Juárez, Chihuahua | 20 de Noviembre                     |
| Soles de Ciudad Juárez            | Ciudad Juárez, Chihuahua | 20 de Noviembre                     |
| Toros Laguna                      | Torreón, Coahuila        | Unidad Deportiva Torreón            |

## Tablas Generales

### Grupo I
| Pos. | Equipo                | Pts. | PJ | G  | E | P  | GF | GC | Dif. | Clasificación       |
| ---- | --------------------- | ---- | -- | -- | - | -- | -- | -- | ---- | ------------------- |
| 1    | Chetumal              | 52   | 20 | 16 | 2 | 2  | 56 | 21 | +35  | Liguilla de ascenso |
| 2    | Atlético Chiapas      | 47   | 20 | 15 | 1 | 4  | 47 | 20 | +27  | Liguilla de ascenso |
| 3    | Corsarios de Campeche | 39   | 20 | 11 | 4 | 5  | 47 | 25 | +22  | Liguilla de ascenso |
| 4    | Jaguares de la 48     | 36   | 20 | 10 | 5 | 5  | 43 | 25 | +18  | Liguilla de ascenso |
| 5    | Bonfil                | 35   | 20 | 9  | 6 | 5  | 33 | 27 | +6   |                     |
| 6    | Pioneros Junior       | 28   | 20 | 6  | 5 | 9  | 24 | 32 | −8   |                     |
| 7    | Huracanes de Cozumel  | 26   | 20 | 7  | 3 | 10 | 23 | 39 | −16  |                     |
| 8    | Dragones de Tabasco   | 22   | 20 | 5  | 6 | 9  | 23 | 33 | −10  |                     |
| 9    | Delfines de la UNACAR | 22   | 20 | 4  | 6 | 10 | 15 | 35 | −20  |                     |
| 10   | F.C. Itzaes           | 14   | 8  | 1  | 7 | 0  | 13 | 36 | −23  |                     |
| 11   | Inter Playa "B"       | 9    | 20 | 1  | 5 | 14 | 6  | 40 | −34  |                     |

 Fuente: Tercera División

### Grupo II
| Pos. | Equipo                          | Pts. | PJ | G  | E | P  | GF | GC | Dif. | Clasificación        |
| ---- | ------------------------------- | ---- | -- | -- | - | -- | -- | -- | ---- | -------------------- |
| 1    | Tiburones Rojos de Boca del Río | 60   | 24 | 19 | 2 | 3  | 77 | 21 | +56  | Liguilla de filiales |
| 2    | Santos Casino                   | 53   | 24 | 16 | 4 | 4  | 61 | 27 | +34  | Liguilla de ascenso  |
| 3    | Poza Rica                       | 52   | 24 | 15 | 4 | 5  | 49 | 25 | +24  | Liguilla de ascenso  |
| 4    | Lanceros de Cosoleacaque        | 48   | 24 | 15 | 2 | 7  | 47 | 29 | +18  | Liguilla de ascenso  |
| 5    | Cruz Azul Lagunas               | 47   | 24 | 13 | 4 | 7  | 56 | 29 | +27  | Liguilla de ascenso  |
| 6    | C.F. San Andrés                 | 40   | 24 | 13 | 1 | 10 | 37 | 31 | +6   |                      |
| 7    | Naranjeros de Álamo             | 32   | 24 | 9  | 3 | 12 | 31 | 31 | 0    |                      |
| 8    | Caballeros de Córdoba           | 30   | 24 | 9  | 3 | 12 | 39 | 52 | −13  |                      |
| 9    | Universidad del Golfo de México | 29   | 24 | 8  | 4 | 12 | 34 | 31 | +3   |                      |
| 10   | Delfines UGM                    | 26   | 24 | 7  | 3 | 14 | 26 | 48 | −22  |                      |
| 11   | Piñeros de Loma Bonita          | 23   | 24 | 5  | 5 | 14 | 28 | 44 | −16  |                      |
| 12   | Atlético Boca del Río           | 19   | 24 | 6  | 1 | 17 | 23 | 50 | −27  |                      |
| 13   | Héroes de Veracruz              | 9    | 24 | 2  | 2 | 20 | 17 | 91 | −74  |                      |

 Fuente: Tercera División

### Grupo III
| Pos. | Equipo                            | Pts. | PJ | G  | E  | P  | GF | GC | Dif. | Clasificación       |
| ---- | --------------------------------- | ---- | -- | -- | -- | -- | -- | -- | ---- | ------------------- |
| 1    | Langostineros de Atoyac           | 64   | 24 | 20 | 2  | 2  | 63 | 17 | +46  | Liguilla de ascenso |
| 2    | Tulyehualco                       | 53   | 24 | 15 | 5  | 4  | 75 | 28 | +47  | Liguilla de ascenso |
| 3    | Albinegros "C"                    | 45   | 24 | 13 | 5  | 6  | 43 | 23 | +20  | Liguilla de ascenso |
| 4    | Estudiantes de Xalapa             | 44   | 24 | 11 | 7  | 6  | 34 | 26 | +8   | Liguilla de ascenso |
| 5    | Ocotlán F.C.                      | 41   | 24 | 11 | 6  | 7  | 32 | 27 | +5   |                     |
| 6    | Star Club                         | 40   | 24 | 11 | 4  | 9  | 36 | 35 | +1   |                     |
| 7    | Tehuacán                          | 38   | 24 | 9  | 7  | 8  | 39 | 42 | −3   |                     |
| 8    | Limoneros de Martínez de la Torre | 36   | 24 | 10 | 5  | 9  | 32 | 32 | 0    |                     |
| 9    | SEP Puebla                        | 30   | 24 | 6  | 8  | 10 | 30 | 38 | −8   |                     |
| 10   | Lobos BUAP "C"                    | 27   | 24 | 4  | 10 | 10 | 33 | 41 | −8   |                     |
| 11   | Deportivo Anlesjeroka             | 27   | 24 | 7  | 5  | 12 | 28 | 31 | −3   |                     |
| 12   | Reales de Puebla                  | 12   | 24 | 1  | 6  | 17 | 14 | 53 | −39  |                     |
| 13   | Real San Cosme                    | 11   | 24 | 1  | 4  | 19 | 8  | 63 | −55  |                     |

 Fuente: Tercera División

### Grupo IV
| Pos. | Equipo                  | Pts. | PJ | G  | E | P  | GF | GC | Dif. | Clasificación       |
| ---- | ----------------------- | ---- | -- | -- | - | -- | -- | -- | ---- | ------------------- |
| 1    | Zacatepec "B"           | 54   | 24 | 15 | 5 | 4  | 69 | 26 | +43  | Liguilla de ascenso |
| 2    | Tigres Dorados MRCI     | 50   | 24 | 15 | 3 | 6  | 65 | 35 | +30  | Liguilla de ascenso |
| 3    | Cuautla Yeca Juvenil    | 50   | 24 | 13 | 7 | 4  | 43 | 21 | +22  | Liguilla de ascenso |
| 4    | Galeana Morelos "B"     | 48   | 24 | 14 | 4 | 6  | 56 | 27 | +29  | Liguilla de ascenso |
| 5    | Chilpancingo            | 45   | 24 | 12 | 6 | 6  | 35 | 30 | +5   |                     |
| 6    | Mante F.C.              | 43   | 24 | 12 | 5 | 7  | 37 | 30 | +7   |                     |
| 7    | Guerreros de Yecapixtla | 36   | 24 | 8  | 9 | 7  | 29 | 31 | −2   |                     |
| 8    | Zapata                  | 34   | 24 | 6  | 9 | 9  | 31 | 37 | −6   |                     |
| 9    | Frailes Homape          | 23   | 26 | 6  | 4 | 16 | 31 | 46 | −15  |                     |
| 10   | Chapulineros de Oaxaca  | 23   | 24 | 7  | 2 | 15 | 35 | 51 | −16  |                     |
| 11   | Atlético Cuernavaca     | 23   | 24 | 5  | 5 | 14 | 24 | 48 | −24  |                     |
| 12   | Real Olmeca Sport       | 22   | 24 | 4  | 6 | 14 | 15 | 51 | −36  |                     |
| 13   | Deportivo Neza          | 17   | 24 | 4  | 5 | 15 | 30 | 67 | −37  |                     |

 Fuente: Tercera División

### Grupo V
| Pos. | Equipo                       | Pts. | PJ | G  | E | P  | GF | GC  | Dif. | Clasificación       |
| ---- | ---------------------------- | ---- | -- | -- | - | -- | -- | --- | ---- | ------------------- |
| 1    | Coyotes Neza                 | 76   | 30 | 24 | 2 | 4  | 85 | 29  | +56  | Liguilla de ascenso |
| 2    | Cobijeros de Chiconcuac      | 71   | 30 | 22 | 4 | 4  | 80 | 23  | +57  | Liguilla de ascenso |
| 3    | Pato Baeza                   | 61   | 30 | 16 | 8 | 6  | 79 | 31  | +48  | Liguilla de ascenso |
| 4    | Sporting Canamy              | 59   | 30 | 17 | 5 | 8  | 56 | 35  | +21  | Liguilla de ascenso |
| 5    | Azules de la Sección 26      | 58   | 30 | 17 | 5 | 8  | 57 | 32  | +25  |                     |
| 6    | Liga Central de Reservas     | 55   | 30 | 14 | 8 | 8  | 60 | 42  | +18  |                     |
| 7    | Texcoco                      | 53   | 30 | 14 | 9 | 7  | 73 | 43  | +30  |                     |
| 8    | Lobos Unión Neza             | 53   | 30 | 16 | 4 | 10 | 51 | 37  | +14  |                     |
| 9    | Promodep Central             | 48   | 30 | 13 | 6 | 11 | 56 | 51  | +5   |                     |
| 10   | Águilas de Teotihuacán       | 45   | 30 | 11 | 7 | 12 | 49 | 51  | −2   |                     |
| 11   | Álamos F.C.                  | 42   | 30 | 12 | 4 | 14 | 48 | 44  | +4   |                     |
| 12   | Vaqueros de Tepic del Valle  | 33   | 30 | 8  | 6 | 16 | 41 | 59  | −18  |                     |
| 13   | Novillos Neza                | 27   | 30 | 8  | 2 | 20 | 32 | 64  | −32  |                     |
| 14   | Tecamachalco Sur             | 17   | 30 | 5  | 1 | 24 | 29 | 95  | −66  |                     |
| 15   | Venados del Estado de México | 12   | 30 | 2  | 4 | 24 | 29 | 81  | −52  |                     |
| 16   | Iztacalco                    | 10   | 30 | 2  | 3 | 25 | 22 | 124 | −102 |                     |

 Fuente: Tercera División

### Grupo VI
| Pos. | Equipo                     | Pts. | PJ | G  | E  | P  | GF | GC | Dif. | Clasificación       |
| ---- | -------------------------- | ---- | -- | -- | -- | -- | -- | -- | ---- | ------------------- |
| 1    | C.D. Tejupilco             | 71   | 28 | 21 | 4  | 3  | 69 | 16 | +53  | Liguilla de ascenso |
| 2    | Real Cuautitlán            | 66   | 28 | 20 | 3  | 5  | 92 | 17 | +75  | Liguilla de ascenso |
| 3    | Potros UAEM "B"            | 66   | 28 | 20 | 4  | 4  | 51 | 14 | +37  | Liguilla de ascenso |
| 4    | Zitácuaro                  | 59   | 28 | 14 | 11 | 3  | 48 | 26 | +22  | Liguilla de ascenso |
| 5    | Real Halcones              | 53   | 28 | 16 | 4  | 8  | 60 | 41 | +19  |                     |
| 6    | Estudiantes de Atlacomulco | 52   | 28 | 16 | 3  | 9  | 57 | 30 | +27  |                     |
| 7    | Deportivo Lerma            | 52   | 28 | 14 | 5  | 9  | 44 | 30 | +14  |                     |
| 8    | Ixtlahuaca                 | 43   | 28 | 13 | 4  | 11 | 49 | 32 | +17  |                     |
| 9    | Tolcayuca F.C.             | 38   | 28 | 10 | 4  | 14 | 36 | 50 | −14  |                     |
| 10   | Deportivo Metepec          | 35   | 28 | 10 | 5  | 13 | 33 | 42 | −9   |                     |
| 11   | C.D. Jilotepec             | 28   | 28 | 8  | 3  | 17 | 37 | 47 | −10  |                     |
| 12   | Soccer Club Buendía        | 19   | 28 | 4  | 4  | 20 | 19 | 85 | −66  |                     |
| 13   | Grupo Sherwood             | 16   | 28 | 3  | 6  | 19 | 22 | 67 | −45  |                     |
| 14   | Atlético UEFA              | 16   | 28 | 4  | 3  | 21 | 17 | 80 | −63  |                     |
| 15   | Huixquilucan               | 13   | 28 | 4  | 1  | 23 | 34 | 94 | −60  |                     |

 Fuente: Tercera División

### Grupo VII
| Pos. | Equipo                   | Pts. | PJ | G  | E | P  | GF | GC | Dif. | Clasificación        |
| ---- | ------------------------ | ---- | -- | -- | - | -- | -- | -- | ---- | -------------------- |
| 1    | Cruz Azul Dublán         | 61   | 24 | 19 | 3 | 2  | 96 | 13 | +83  | Liguilla de filiales |
| 2    | Santiago Tulantepec      | 61   | 24 | 19 | 2 | 3  | 62 | 14 | +48  | Liguilla de ascenso  |
| 3    | Club Hidalguense         | 49   | 24 | 15 | 2 | 7  | 53 | 27 | +26  | Liguilla de ascenso  |
| 4    | Sultanes de Tamazunchale | 46   | 24 | 13 | 4 | 7  | 52 | 31 | +21  | Liguilla de ascenso  |
| 5    | Deportivo Ixmiquilpan    | 44   | 24 | 12 | 6 | 6  | 43 | 28 | +15  | Liguilla de ascenso  |
| 6    | Leones de Huauchinango   | 40   | 24 | 11 | 5 | 8  | 35 | 30 | +5   |                      |
| 7    | Atlético Huejutla        | 38   | 24 | 10 | 4 | 10 | 41 | 40 | +1   |                      |
| 8    | Morelos Ecatepec         | 34   | 24 | 10 | 4 | 10 | 30 | 35 | −5   |                      |
| 9    | Atlético Hidalgo         | 32   | 24 | 9  | 4 | 11 | 27 | 37 | −10  |                      |
| 10   | Universidad del Fútbol   | 22   | 24 | 4  | 6 | 14 | 31 | 64 | −33  |                      |
| 11   | Tuzos del Pachuca        | 18   | 24 | 3  | 6 | 15 | 22 | 62 | −40  |                      |
| 12   | Unión Acolman            | 13   | 24 | 3  | 3 | 18 | 25 | 59 | −34  |                      |
| 13   | Pachuca Juniors          | 10   | 24 | 3  | 1 | 20 | 20 | 97 | −77  |                      |

 Fuente: Tercera División

### Grupo VIII
| Pos. | Equipo                      | Pts. | PJ | G  | E | P  | GF  | GC  | Dif. | Clasificación       |
| ---- | --------------------------- | ---- | -- | -- | - | -- | --- | --- | ---- | ------------------- |
| 1    | Cefor Cuauhtémoc Blanco     | 87   | 30 | 29 | 0 | 1  | 138 | 13  | +125 | Liguilla de ascenso |
| 2    | Potros de Hierro            | 80   | 30 | 25 | 3 | 2  | 100 | 23  | +77  | Liguilla de ascenso |
| 3    | Tecamachalco                | 76   | 30 | 25 | 1 | 4  | 123 | 24  | +99  | Liguilla de ascenso |
| 4    | Independiente Mexiquense    | 64   | 30 | 19 | 4 | 7  | 67  | 37  | +30  | Liguilla de ascenso |
| 5    | Cielo Azul                  | 63   | 30 | 20 | 2 | 8  | 71  | 36  | +35  |                     |
| 6    | Valle del Mezquital         | 55   | 30 | 16 | 4 | 10 | 44  | 39  | +5   |                     |
| 7    | Esmeralda F.C.              | 48   | 30 | 14 | 4 | 12 | 40  | 46  | −6   |                     |
| 8    | Proyecto Nuevo Chimalhuacán | 45   | 30 | 14 | 3 | 13 | 63  | 59  | +4   |                     |
| 9    | Club Plateros               | 45   | 30 | 13 | 4 | 13 | 43  | 47  | −4   |                     |
| 10   | San José del Arenal         | 37   | 30 | 11 | 3 | 16 | 28  | 53  | −25  |                     |
| 11   | Leones de Lomar             | 29   | 30 | 5  | 9 | 16 | 35  | 72  | −37  |                     |
| 12   | ECA Norte                   | 27   | 30 | 6  | 6 | 18 | 28  | 60  | −32  |                     |
| 13   | Panteras de Lindavista      | 18   | 30 | 5  | 2 | 23 | 37  | 83  | −46  |                     |
| 14   | Vikingos de Chalco          | 18   | 30 | 4  | 4 | 22 | 34  | 86  | −52  |                     |
| 15   | Teca Huixquilucan           | 15   | 30 | 4  | 2 | 24 | 19  | 88  | −69  |                     |
| 16   | Aztecas AMF Soccer          | 13   | 30 | 3  | 3 | 24 | 19  | 123 | −104 |                     |

 Fuente: Tercera División

### Grupo IX
| Pos. | Equipo                            | Pts. | PJ | G  | E | P  | GF  | GC | Dif. | Clasificación       |
| ---- | --------------------------------- | ---- | -- | -- | - | -- | --- | -- | ---- | ------------------- |
| 1    | Monarcas Morelia "B"              | 86   | 30 | 26 | 4 | 0  | 113 | 18 | +95  | Liguilla de ascenso |
| 2    | Limoneros de Apatzingán           | 69   | 30 | 21 | 4 | 5  | 96  | 22 | +74  | Liguilla de ascenso |
| 3    | Delfines de Abasolo               | 61   | 30 | 17 | 7 | 6  | 71  | 39 | +32  | Liguilla de ascenso |
| 4    | Originales Aguacateros de Uruapan | 60   | 30 | 20 | 0 | 10 | 73  | 41 | +32  | Liguilla de ascenso |
| 5    | Gallos Blancos de Zihuatanejo     | 58   | 30 | 16 | 6 | 8  | 68  | 50 | +18  |                     |
| 6    | Querétaro "C"                     | 58   | 30 | 16 | 7 | 7  | 77  | 55 | +22  |                     |
| 7    | Jaral del Progreso                | 42   | 30 | 12 | 4 | 14 | 55  | 75 | −20  |                     |
| 8    | Lobos de Zihuatanejo              | 41   | 30 | 10 | 7 | 13 | 40  | 34 | +6   |                     |
| 9    | Tota Carbajal                     | 40   | 30 | 10 | 6 | 14 | 45  | 68 | −23  |                     |
| 10   | Atletas Campesinos                | 39   | 30 | 9  | 8 | 13 | 28  | 46 | −18  |                     |
| 11   | Monarcas Zacapu                   | 38   | 30 | 11 | 3 | 16 | 38  | 62 | −24  |                     |
| 12   | Toros de Tequisquiapan            | 34   | 30 | 10 | 3 | 17 | 33  | 49 | −16  |                     |
| 13   | CDU Uruapan                       | 34   | 30 | 10 | 3 | 17 | 31  | 47 | −16  |                     |
| 14   | Felinos de Querétaro              | 24   | 30 | 6  | 3 | 21 | 28  | 69 | −41  |                     |
| 15   | Santa Rosa                        | 20   | 30 | 5  | 4 | 21 | 29  | 93 | −64  |                     |
| 16   | Deportivo Corregidora             | 16   | 30 | 3  | 7 | 20 | 18  | 65 | −47  |                     |

 Fuente: Tercera División

### Grupo X
| Pos. | Equipo                                | Pts. | PJ | G  | E  | P  | GF  | GC  | Dif. | Clasificación       |
| ---- | ------------------------------------- | ---- | -- | -- | -- | -- | --- | --- | ---- | ------------------- |
| 1    | Deportivo Colegio Guanajuato          | 79   | 32 | 24 | 5  | 3  | 100 | 31  | +69  | Liguilla de ascenso |
| 2    | Real Zamora                           | 69   | 32 | 21 | 5  | 6  | 79  | 29  | +50  | Liguilla de ascenso |
| 3    | Celaya FC "B"                         | 66   | 32 | 19 | 7  | 6  | 78  | 27  | +51  | Liguilla de ascenso |
| 4    | Atlético ECCA                         | 66   | 32 | 17 | 10 | 5  | 68  | 34  | +34  | Liguilla de ascenso |
| 5    | Deportivo El Milagro                  | 66   | 32 | 19 | 5  | 8  | 62  | 35  | +27  | Liguilla de ascenso |
| 6    | Cachorros León                        | 64   | 32 | 19 | 5  | 8  | 83  | 33  | +50  |                     |
| 7    | Atlético Bajío                        | 64   | 32 | 17 | 8  | 7  | 65  | 46  | +19  |                     |
| 8    | Reboceritos de La Piedad              | 64   | 32 | 18 | 6  | 8  | 70  | 60  | +10  |                     |
| 9    | Atlético San Francisco                | 60   | 32 | 18 | 4  | 10 | 69  | 29  | +40  |                     |
| 10   | Universidad Autónoma de Zacatecas "B" | 46   | 32 | 14 | 4  | 14 | 46  | 48  | −2   |                     |
| 11   | Minera Fresnillo                      | 41   | 32 | 11 | 4  | 17 | 45  | 59  | −14  |                     |
| 12   | Atlético San Marcos                   | 36   | 32 | 8  | 7  | 17 | 34  | 75  | −41  |                     |
| 13   | Unión León                            | 29   | 32 | 9  | 2  | 21 | 39  | 66  | −27  |                     |
| 14   | Lobos de San Luis                     | 22   | 32 | 4  | 6  | 22 | 38  | 94  | −56  |                     |
| 15   | Real Leonés                           | 19   | 32 | 5  | 3  | 24 | 23  | 71  | −48  |                     |
| 16   | Libertadores de Pénjamo               | 17   | 32 | 5  | 1  | 26 | 22  | 78  | −56  |                     |
| 17   | Cabezas Rojas                         | 8    | 32 | 2  | 2  | 28 | 24  | 120 | −96  |                     |

 Fuente: Tercera División

### Grupo XI
| Pos. | Equipo                      | Pts. | PJ | G  | E | P  | GF  | GC  | Dif. | Clasificación        |
| ---- | --------------------------- | ---- | -- | -- | - | -- | --- | --- | ---- | -------------------- |
| 1    | Escuela de Fútbol Chivas    | 83   | 32 | 26 | 3 | 3  | 84  | 19  | +65  | Liguilla de filiales |
| 2    | Deportivo Yurécuaro         | 80   | 32 | 25 | 5 | 2  | 120 | 27  | +93  | Liguilla de ascenso  |
| 3    | Vaqueros Bellavista         | 78   | 32 | 23 | 6 | 3  | 76  | 30  | +46  | Liguilla de ascenso  |
| 4    | Atotonilco F.C.             | 72   | 32 | 19 | 9 | 4  | 94  | 32  | +62  | Liguilla de ascenso  |
| 5    | C.D. Tepatitlán             | 65   | 32 | 19 | 5 | 8  | 85  | 51  | +34  | Liguilla de ascenso  |
| 6    | Charales de Chapala         | 57   | 32 | 17 | 3 | 12 | 58  | 35  | +23  | Liguilla de ascenso  |
| 7    | Deportivo Acatic            | 57   | 32 | 16 | 6 | 10 | 55  | 37  | +18  |                      |
| 8    | Deportivo Costalegre        | 46   | 32 | 12 | 6 | 14 | 63  | 53  | +10  |                      |
| 9    | Arandas F.C.                | 45   | 32 | 13 | 4 | 15 | 62  | 77  | −15  |                      |
| 10   | Atlético Tecomán            | 43   | 32 | 12 | 6 | 14 | 58  | 55  | +3   |                      |
| 11   | Vaqueros Guadalajara        | 43   | 32 | 11 | 8 | 13 | 43  | 44  | −1   |                      |
| 12   | Nuevos Valores de Occidente | 41   | 32 | 11 | 5 | 16 | 64  | 71  | −7   |                      |
| 13   | Atlético Cocula             | 41   | 32 | 9  | 9 | 14 | 56  | 69  | −13  |                      |
| 14   | Comala Pueblo Mágico        | 34   | 32 | 9  | 5 | 18 | 47  | 69  | −22  |                      |
| 15   | Mulos del CD Oro            | 14   | 32 | 2  | 5 | 25 | 15  | 90  | −75  |                      |
| 16   | Volcanes de Colima          | 8    | 32 | 1  | 3 | 28 | 21  | 138 | −117 |                      |
| 17   | Valle del Grullo            | 6    | 32 | 1  | 2 | 29 | 10  | 114 | −104 |                      |

 Fuente: Tercera División

### Grupo XII
| Pos. | Equipo                     | Pts. | PJ | G  | E  | P  | GF | GC  | Dif. | Clasificación        |
| ---- | -------------------------- | ---- | -- | -- | -- | -- | -- | --- | ---- | -------------------- |
| 1    | Cazcanes de Ameca          | 78   | 34 | 22 | 8  | 4  | 79 | 36  | +43  | Liguilla de ascenso  |
| 2    | Atlas 3a                   | 78   | 34 | 22 | 8  | 4  | 74 | 33  | +41  | Liguilla de filiales |
| 3    | Guadalajara "C"            | 75   | 34 | 21 | 8  | 5  | 73 | 32  | +41  | Liguilla de filiales |
| 4    | Estudiantes Tecos "C"      | 72   | 34 | 21 | 6  | 7  | 69 | 28  | +41  | Liguilla de filiales |
| 5    | F.C. Zapotlanejo           | 64   | 34 | 19 | 6  | 9  | 72 | 54  | +18  | Liguilla de ascenso  |
| 6    | Deportivo Nayarit          | 60   | 34 | 15 | 11 | 8  | 68 | 49  | +19  | Liguilla de ascenso  |
| 7    | Deportivo Tomates          | 58   | 34 | 14 | 10 | 10 | 58 | 40  | +18  | Liguilla de ascenso  |
| 8    | Deportivo Las Varas        | 57   | 34 | 13 | 11 | 10 | 60 | 40  | +20  | Liguilla de ascenso  |
| 9    | Aves Blancas               | 57   | 34 | 15 | 8  | 11 | 56 | 43  | +13  |                      |
| 10   | Deportivo de Los Altos "B" | 52   | 34 | 12 | 9  | 13 | 56 | 54  | +2   |                      |
| 11   | Revolucionarios F.C.       | 47   | 34 | 12 | 8  | 14 | 50 | 52  | −2   |                      |
| 12   | Cachorros Atotonilco       | 46   | 34 | 10 | 11 | 13 | 51 | 55  | −4   |                      |
| 13   | Cocula F.C.                | 45   | 34 | 9  | 13 | 12 | 36 | 45  | −9   |                      |
| 14   | Vaqueros Nayarit           | 41   | 34 | 10 | 7  | 17 | 41 | 53  | −12  |                      |
| 15   | Leones Negros de Talpa     | 31   | 34 | 7  | 6  | 21 | 31 | 72  | −41  |                      |
| 16   | Sahuayo F.C.               | 27   | 34 | 8  | 2  | 24 | 37 | 71  | −34  |                      |
| 17   | Nacional                   | 21   | 34 | 5  | 4  | 25 | 45 | 109 | −64  |                      |
| 18   | Club Ayotlán               | 9    | 34 | 2  | 2  | 30 | 16 | 119 | −103 |                      |

 Fuente: Tercera División

### Grupo XIII
| Pos. | Equipo                                  | Pts. | PJ | G  | E  | P  | GF | GC  | Dif. | Clasificación        |
| ---- | --------------------------------------- | ---- | -- | -- | -- | -- | -- | --- | ---- | -------------------- |
| 1    | Canteranos Altamira                     | 74   | 32 | 23 | 3  | 6  | 72 | 22  | +50  | Liguilla de filiales |
| 2    | Orinegros de Ciudad Madero              | 67   | 32 | 19 | 7  | 6  | 64 | 43  | +21  | Liguilla de ascenso  |
| 3    | Universidad de Monterrey                | 64   | 32 | 17 | 7  | 8  | 66 | 34  | +32  | Liguilla de ascenso  |
| 4    | Correcaminos UAT "C"                    | 64   | 32 | 18 | 8  | 6  | 55 | 27  | +28  |                      |
| 5    | Panteras Negras GNL                     | 62   | 32 | 17 | 7  | 8  | 74 | 44  | +30  | Liguilla de ascenso  |
| 6    | Tigres SD                               | 55   | 32 | 14 | 9  | 9  | 61 | 42  | +19  |                      |
| 7    | Ho Gar Matamoros                        | 54   | 32 | 12 | 12 | 8  | 43 | 35  | +8   | Liguilla de ascenso  |
| 8    | Alianza Unetefan                        | 53   | 32 | 13 | 10 | 9  | 54 | 57  | −3   | Liguilla de ascenso  |
| 9    | Tuneros de Matehuala                    | 52   | 32 | 12 | 9  | 11 | 51 | 55  | −4   |                      |
| 10   | Jaguares de Nuevo León                  | 49   | 32 | 11 | 11 | 10 | 43 | 41  | +2   |                      |
| 11   | Halcones de Saltillo                    | 48   | 32 | 12 | 7  | 13 | 38 | 36  | +2   |                      |
| 12   | Monterrey "C"                           | 44   | 32 | 11 | 8  | 13 | 55 | 51  | +4   |                      |
| 13   | FC Excélsior                            | 39   | 32 | 10 | 6  | 16 | 43 | 52  | −9   |                      |
| 14   | Ciudad Valles                           | 34   | 32 | 8  | 7  | 17 | 35 | 59  | −24  |                      |
| 15   | Atlético Altamira                       | 30   | 32 | 8  | 5  | 19 | 32 | 65  | −33  |                      |
| 16   | Coyotes de Saltillo                     | 18   | 32 | 5  | 2  | 25 | 33 | 80  | −47  |                      |
| 17   | Estudiantes Tecnológico de Nuevo Laredo | 9    | 32 | 2  | 2  | 28 | 25 | 101 | −76  |                      |

 Fuente: Tercera División

### Grupo XIV
| Pos. | Equipo                          | Pts. | PJ | G  | E | P  | GF | GC | Dif. | Clasificación        |
| ---- | ------------------------------- | ---- | -- | -- | - | -- | -- | -- | ---- | -------------------- |
| 1    | Xoloitzcuintles 3a              | 42   | 20 | 9  | 8 | 3  | 46 | 25 | +21  | Liguilla de filiales |
| 2    | Diablos Azules de Guasave       | 41   | 20 | 13 | 2 | 5  | 70 | 29 | +41  | Liguilla de ascenso  |
| 3    | Poblado Miguel Alemán           | 41   | 20 | 12 | 3 | 5  | 58 | 38 | +20  | Liguilla de ascenso  |
| 4    | Universidad Autónoma de Sinaloa | 40   | 20 | 11 | 5 | 4  | 49 | 28 | +21  | Liguilla de ascenso  |
| 5    | Dorados de Sinaloa "B"          | 38   | 20 | 11 | 3 | 6  | 45 | 21 | +24  |                      |
| 6    | Mazatlán Soccer Club            | 30   | 20 | 8  | 5 | 7  | 33 | 32 | +1   | Liguilla de ascenso  |
| 7    | Deportivo Guamúchil             | 27   | 20 | 8  | 2 | 10 | 36 | 40 | −4   |                      |
| 8    | Héroes de Caborca               | 20   | 20 | 5  | 4 | 11 | 23 | 45 | −22  |                      |
| 9    | Azucareros de Los Mochis        | 20   | 20 | 5  | 3 | 12 | 21 | 49 | −28  |                      |
| 10   | Guerreros Pericúes              | 20   | 20 | 5  | 3 | 12 | 34 | 74 | −40  |                      |
| 11   | Indios Cucapá                   | 11   | 20 | 3  | 2 | 15 | 17 | 51 | −34  |                      |

 Fuente: Tercera División

### Grupo XV
| Pos. | Equipo                            | Pts. | PJ | G  | E | P  | GF | GC | Dif. | Clasificación       |
| ---- | --------------------------------- | ---- | -- | -- | - | -- | -- | -- | ---- | ------------------- |
| 1    | Calor de San Pedro                | 49   | 18 | 16 | 1 | 1  | 50 | 10 | +40  | Liguilla de ascenso |
| 2    | Soles de Ciudad Juárez            | 38   | 18 | 12 | 1 | 5  | 42 | 25 | +17  | Liguilla de ascenso |
| 3    | Colegio de Bachilleres Cd. Juárez | 29   | 18 | 8  | 3 | 7  | 22 | 22 | 0    | Liguilla de ascenso |
| 4    | Toros Laguna                      | 27   | 18 | 8  | 2 | 8  | 27 | 22 | +5   | Liguilla de ascenso |
| 5    | Fútbol Premier                    | 26   | 18 | 6  | 5 | 7  | 24 | 22 | +2   |                     |
| 6    | Generales de Navojoa              | 25   | 18 | 6  | 4 | 8  | 25 | 22 | +3   |                     |
| 7    | Chinarras de Aldama               | 22   | 18 | 6  | 3 | 9  | 28 | 41 | −13  |                     |
| 8    | Aztecas Arandas                   | 19   | 18 | 5  | 3 | 10 | 27 | 34 | −7   |                     |
| 9    | Real Magarí                       | 19   | 18 | 6  | 1 | 11 | 18 | 29 | −11  |                     |
| 10   | Halcones de Jiménez               | 16   | 18 | 5  | 1 | 12 | 13 | 49 | −36  |                     |

 Fuente: Tercera División

## Liguilla de Ascenso

### Treintadosavos de final[3][4]
| Equipo 1                        | Agr.      | Equipo 2                          | Ida | Vuelta |
| ------------------------------- | --------- | --------------------------------- | --- | ------ |
| Sultanes de Tamazunchale        | 3–2       | Santiago Tulantepec               | 0–0 | 3–2    |
| Santos Casino                   | 8–3       | Cruz Azul Lagunas                 | 4–3 | 4–0    |
| Sporting Canamy                 | 2–3       | C.D. Tejupilco                    | 2–1 | 0–2    |
| Tulyehualco                     | 4–3       | Independiente Mexiquense          | 1–2 | 3–1    |
| Chetumal (p.)                   | 5–5 (5–4) | Jaguares de la 48                 | 1–3 | 4–2    |
| Poza Rica                       | 3–3 (4–5) | (p.) Lanceros de Cosoleacaque     | 2–1 | 1–2    |
| Potros de Hierro                | 7–2       | Deportivo Ixmiquilpan             | 5–2 | 2–0    |
| Tecamachalco                    | 2–1       | Galeana Morelos                   | 1–0 | 1–1    |
| Coyotes Neza                    | 7–3       | Pato Baeza                        | 1–0 | 6–3    |
| Real Cuautitlán                 | 4–1       | Cuautla Yeca Juvenil              | 1–0 | 3–1    |
| Potros UAEM "B"                 | 1–1 (2–4) | (p.) Tigres Dorados MRCI          | 0–0 | 1–1    |
| Atlético Chiapas                | 1–0       | Corsarios de Campeche             | 0–0 | 1–0    |
| Cefor Cuauhtémoc Blanco         | 6–2       | Estudiantes de Xalapa             | 1–1 | 5–1    |
| Langostineros de Atoyac         | 4–2       | Albinegros "C"                    | 1–1 | 3–1    |
| Zacatepec "B"                   | 3–0       | Zitácuaro                         | 1–0 | 2–0    |
| Cobijeros de Chiconcuac         | X–X       | Club Hidalguense                  | –   | –      |
| Calor de San Pedro              | 5–3       | Toros Laguna                      | 3–1 | 2–2    |
| Deportivo Colegio Guanajuato    | 4–3       | Originales Aguacateros de Uruapan | 1–2 | 3–1    |
| Deportivo El Milagro            | 2–0       | Deportivo Las Varas               | 0–0 | 2–0    |
| Real Zamora                     | 8–1       | Delfines de Abasolo               | 3–1 | 5–0    |
| Monarcas Morelia "B"            | 4–1       | Atlético ECCA                     | 2–0 | 2–1    |
| Diablos Azules                  | 1–1 (4–5) | (p.) Mazatlán Soccer Club         | 0–1 | 1–0    |
| Poblado Miguel Alemán           | 6–3       | Universidad Autónoma de Sinaloa   | 2–0 | 4–3    |
| Cazcanes de Ameca               | 1–1 (2–3) | (p.) C. D. Tepatitlán             | 0–1 | 1–0    |
| Soles de Ciudad Juárez          | 1–2       | Colegio de Bachilleres Cd. Juárez | 0–1 | 1–1    |
| Limoneros de Apatzingán         | 2–6       | Celaya FC "B"                     | 1–2 | 1–4    |
| Vaqueros Bellavista             | 5–1       | Deportivo Nayarit                 | 1–0 | 4–1    |
| Deportivo Yurécuaro             | 6–0       | Deportivo Tomates                 | 1–0 | 5–0    |
| Atotonilco F.C.                 | 5–3       | F.C. Zapotlanejo                  | 0–1 | 5–2    |
| Orinegros de Ciudad Madero (p.) | 1–1 (4–1) | Ho Gar Matamoros                  | 0–1 | 1–0    |
| Universidad de Monterrey        | 1–4       | Panteras Negras GNL               | 0–1 | 1–3    |
| Charales de Chapala             | 4–2       | Alianza Unetefan                  | 1–2 | 3–0    |

### Dieciseisavos de final[6][7]
| Equipo 1                        | Agr.       | Equipo 2                          | Ida | Vuelta |
| ------------------------------- | ---------- | --------------------------------- | --- | ------ |
| Potros de Hierro                | 8–2        | Lanceros de Cosoleacaque          | 2–1 | 6–1    |
| Cefor Cuauhtémoc Blanco         | 6–2        | Sultanes de Tamazunchale          | 2–1 | 4–1    |
| C.D. Tejupilco                  | 3–4        | Tulyehualco                       | 0–4 | 3–0    |
| Tecamachalco                    | 1–2        | Zacatepec "B"                     | 1–2 | 0–0    |
| Cobijeros de Chiconcuac         | 3–5        | Real Cuautitlán                   | 1–2 | 2–3    |
| Chetumal                        | 3–3 (6–7)  | (p.) Santos Casino                | 0–2 | 3–1    |
| Coyotes Neza                    | 3–1        | Atlético Chiapas                  | 0–1 | 3–0    |
| Langostineros de Atoyac         | 7–5        | Tigres Dorados MRCI               | 2–3 | 5–2    |
| Calor de San Pedro              | 6–0        | Colegio de Bachilleres Cd. Juárez | 0–0 | 6–0    |
| Monarcas Morelia "B"            | 5–2        | Mazatlán Soccer Club              | 1–1 | 4–1    |
| Deportivo Colegio Guanajuato    | 7–1        | Panteras Negras GNL               | 1–1 | 6–0    |
| Real Zamora                     | 1–0        | Deportivo El Milagro              | 1–0 | 0–0    |
| Deportivo Yurécuaro             | 6–4        | Charales de Chapala               | 1–3 | 5–1    |
| Atotonilco F.C.                 | 5–5 (9–10) | (p.) Poblado Miguel Alemán        | 1–4 | 4–1    |
| Vaqueros Bellavista             | 4–0        | C.D. Tepatitlán                   | 2–0 | 2–0    |
| Orinegros de Ciudad Madero (p.) | 1–1 (5–4)  | Celaya FC "B"                     | 1–1 | 0–0    |

### Serie final
|  | Octavos de final        | Octavos de final     | Octavos de final | Octavos de final |       |                         | Cuartos de final | Cuartos de final | Cuartos de final | Cuartos de final |  |                         | Semifinales | Semifinales | Semifinales | Semifinales |                    |   | Final | Final | Final | Final |
|  |                         |                      |                  |                  |       |                         |                  |                  |                  |                  |  |                         |             |             |             |             |                    |   |       |       |       |       |
|  | Calor de San Pedro      | 1                    | 7                | 8                |       |                         |                  |                  |                  |                  |  |                         |             |             |             |             |                    |   |       |       |       |       |
|  | Orinegros de Madero     | 4                    | 1                | 5                |       |                         |                  |                  |                  |                  |  |                         |             |             |             |             |                    |   |       |       |       |       |
|  | Orinegros de Madero     | 4                    | 1                | 5                |       | Calor de San Pedro      | 0                | 3                | 3                |                  |  |                         |             |             |             |             |                    |   |       |       |       |       |
|  |                         |                      |                  |                  |       | Calor de San Pedro      | 0                | 3                | 3                |                  |  |                         |             |             |             |             |                    |   |       |       |       |       |
|  |                         | Vaqueros Bellavista  | 0                | 1                | 1     |                         |                  |                  |                  |                  |  |                         |             |             |             |             |                    |   |       |       |       |       |
|  | Colegio Guanajuato      | Vaqueros Bellavista  | 0                | 1                | 1     | 1                       | 1                | 2                |                  |                  |  |                         |             |             |             |             |                    |   |       |       |       |       |
|  | Colegio Guanajuato      |                      |                  |                  |       | 1                       | 1                | 2                |                  |                  |  |                         |             |             |             |             |                    |   |       |       |       |       |
|  | Vaqueros Bellavista     | 1                    | 2                | 3                |       |                         |                  |                  |                  |                  |  |                         |             |             |             |             |                    |   |       |       |       |       |
|  | Vaqueros Bellavista     | 1                    | 2                | 3                |       |                         |                  |                  |                  |                  |  | Calor de San Pedro      | 0           | 2           | 2           |             |                    |   |       |       |       |       |
|  |                         |                      |                  |                  |       |                         |                  |                  |                  |                  |  | Calor de San Pedro      | 0           | 2           | 2           |             |                    |   |       |       |       |       |
|  |                         | Real Zamora          | 1                | 0                | 1     |                         |                  |                  |                  |                  |  |                         |             |             |             |             |                    |   |       |       |       |       |
|  | Monarcas Morelia "B"    | Real Zamora          | 1                | 0                | 1     | 1                       | 3                | 4                |                  |                  |  |                         |             |             |             |             |                    |   |       |       |       |       |
|  | Monarcas Morelia "B"    |                      |                  |                  |       | 1                       | 3                | 4                |                  |                  |  |                         |             |             |             |             |                    |   |       |       |       |       |
|  | Poblado Miguel Alemán   | 0                    | 1                | 1                |       |                         |                  |                  |                  |                  |  |                         |             |             |             |             |                    |   |       |       |       |       |
|  | Poblado Miguel Alemán   | 0                    | 1                | 1                |       | Monarcas Morelia "B"    | 1                | 0                | 1 (3)            |                  |  |                         |             |             |             |             |                    |   |       |       |       |       |
|  |                         |                      |                  |                  |       | Monarcas Morelia "B"    | 1                | 0                | 1 (3)            |                  |  |                         |             |             |             |             |                    |   |       |       |       |       |
|  |                         | Real Zamora (p.)     | 0                | 1                | 1 (4) |                         |                  |                  |                  |                  |  |                         |             |             |             |             |                    |   |       |       |       |       |
|  | Deportivo Yurécuaro     | Real Zamora (p.)     | 0                | 1                | 1 (4) | 0                       | 0                | 0                |                  |                  |  |                         |             |             |             |             |                    |   |       |       |       |       |
|  | Deportivo Yurécuaro     |                      |                  |                  |       | 0                       | 0                | 0                |                  |                  |  |                         |             |             |             |             |                    |   |       |       |       |       |
|  | Real Zamora             | 2                    | 2                | 4                |       |                         |                  |                  |                  |                  |  |                         |             |             |             |             |                    |   |       |       |       |       |
|  | Real Zamora             | 2                    | 2                | 4                |       |                         |                  |                  |                  |                  |  |                         |             |             |             |             | Calor de San Pedro | 0 | 1     | 1     |       |       |
|  |                         |                      |                  |                  |       |                         |                  |                  |                  |                  |  |                         |             |             |             |             |                    | 0 | 1     | 1     |       |       |
|  |                         | Real Cuautitlán      | 1                | 1                | 2     |                         |                  |                  |                  |                  |  |                         |             |             |             |             |                    |   |       |       |       |       |
|  | Langostineros de Atoyac | Real Cuautitlán      | 1                | 1                | 2     | 4                       | 1                | 5                |                  |                  |  |                         |             |             |             |             |                    |   |       |       |       |       |
|  | Langostineros de Atoyac |                      |                  |                  |       | 4                       | 1                | 5                |                  |                  |  |                         |             |             |             |             |                    |   |       |       |       |       |
|  | Zacatepec "B"           | 0                    | 0                | 0                |       |                         |                  |                  |                  |                  |  |                         |             |             |             |             |                    |   |       |       |       |       |
|  | Zacatepec "B"           | 0                    | 0                | 0                |       | Langostineros de Atoyac | 2                | 2                | 4                |                  |  |                         |             |             |             |             |                    |   |       |       |       |       |
|  |                         |                      |                  |                  |       | Langostineros de Atoyac | 2                | 2                | 4                |                  |  |                         |             |             |             |             |                    |   |       |       |       |       |
|  |                         | Santos Casino        | 0                | 2                | 2     |                         |                  |                  |                  |                  |  |                         |             |             |             |             |                    |   |       |       |       |       |
|  | Cefor Cuauhtémoc Blanco | Santos Casino        | 0                | 2                | 2     | 2                       | 1                | 3 (4)            |                  |                  |  |                         |             |             |             |             |                    |   |       |       |       |       |
|  | Cefor Cuauhtémoc Blanco |                      |                  |                  |       | 2                       | 1                | 3 (4)            |                  |                  |  |                         |             |             |             |             |                    |   |       |       |       |       |
|  | Santos Casino (p.)      | 3                    | 0                | 3 (5)            |       |                         |                  |                  |                  |                  |  |                         |             |             |             |             |                    |   |       |       |       |       |
|  | Santos Casino (p.)      | 3                    | 0                | 3 (5)            |       |                         |                  |                  |                  |                  |  | Langostineros de Atoyac | 0           | 0           | 0 (6)       |             |                    |   |       |       |       |       |
|  |                         |                      |                  |                  |       |                         |                  |                  |                  |                  |  | Langostineros de Atoyac | 0           | 0           | 0 (6)       |             |                    |   |       |       |       |       |
|  |                         | Real Cuautitlán (p.) | 0                | 0                | 0 (7) |                         |                  |                  |                  |                  |  |                         |             |             |             |             |                    |   |       |       |       |       |
|  | Coyotes Neza            | Real Cuautitlán (p.) | 0                | 0                | 0 (7) | 1                       | 1                | 2                |                  |                  |  |                         |             |             |             |             |                    |   |       |       |       |       |
|  | Coyotes Neza            |                      |                  |                  |       | 1                       | 1                | 2                |                  |                  |  |                         |             |             |             |             |                    |   |       |       |       |       |
|  | Real Cuautitlán         | 4                    | 2                | 6                |       |                         |                  |                  |                  |                  |  |                         |             |             |             |             |                    |   |       |       |       |       |
|  | Real Cuautitlán         | 4                    | 2                | 6                |       | Real Cuautitlán         | 4                | 5                | 9                |                  |  |                         |             |             |             |             |                    |   |       |       |       |       |
|  |                         |                      |                  |                  |       | Real Cuautitlán         | 4                | 5                | 9                |                  |  |                         |             |             |             |             |                    |   |       |       |       |       |
|  |                         | Tulyehualco          | 1                | 0                | 1     |                         |                  |                  |                  |                  |  |                         |             |             |             |             |                    |   |       |       |       |       |
|  | Potros de Hierro        | Tulyehualco          | 1                | 0                | 1     | 1                       | 3                | 4                |                  |                  |  |                         |             |             |             |             |                    |   |       |       |       |       |
|  | Potros de Hierro        |                      |                  |                  |       | 1                       | 3                | 4                |                  |                  |  |                         |             |             |             |             |                    |   |       |       |       |       |
|  | Tulyehualco             | 3                    | 2                | 5                |       |                         |                  |                  |                  |                  |  |                         |             |             |             |             |                    |   |       |       |       |       |

#### Octavos de final
| 3 de mayo de 2012, 16:00 | Zacatepetl | 0:4 (0:1) | Langostineros                                         | Estadio Agustín Coruco Díaz, Zacatepec                                    |                                                                           |
|                          |            | Reporte   | 11' Galán · 54' Bautista · 59' Estala · 87' Gutiérrez | Asistencia: 1 500 espectadores Árbitro(s): Michel Ricardo Espinoza Avalos | Asistencia: 1 500 espectadores Árbitro(s): Michel Ricardo Espinoza Avalos |

| 6 de mayo de 2012, 14:00                            | Langostineros | 1:0 (1:0) (Global 5:0) | Zacatepetl | Campo de la Sección 23, Atoyac                                            |                                                                           |
|                                                     | Bautista 5'   | Reporte                |            | Asistencia: 1 000 espectadores Árbitro(s): Víctor Manuel Monroy Hernández | Asistencia: 1 000 espectadores Árbitro(s): Víctor Manuel Monroy Hernández |
| Langostineros avanzó a Cuartos de Final. Global 5-0 |               |                        |            |                                                                           |                                                                           |

| 2 de mayo de 2012, 20:30 | Santos Casino                              | 3:2 (2:0) | Cefor Cuauhtémoc Blanco    | Unidad Deportiva Casino Español, Córdoba                      |                                                               |
|                          | Medina 27' · Cárdenas 35' · Manzanarez 47' | Reporte   | 85' Vázquez · 89' Carbajal | Asistencia: 300 espectadores Árbitro(s): Omar Jaime Hernández | Asistencia: 300 espectadores Árbitro(s): Omar Jaime Hernández |

| 5 de mayo de 2012, 16:00                                                               | Cefor Cuauhtémoc Blanco | 1:0 (0:0) (4:5 p.)(Global 3:3) | Santos Casino | Deportivo Plutarco Elías Calles, Ciudad de México                 |                                                                   |
|                                                                                        | Vega 70'                | Reporte                        |               | Asistencia: 300 espectadores Árbitro(s): Alejandro Funk Villafañe | Asistencia: 300 espectadores Árbitro(s): Alejandro Funk Villafañe |
| Santos Casino avanzó a Cuartos de Final tras ganar 4-5 en serie de penales. Global 3-3 |                         |                                |               |                                                                   |                                                                   |

| 2 de mayo de 2012, 16:00 | Real Cuautitlán                                | 4:1 (3:0)                            | Coyotes Neza | Estadio Los Pinos, Cuautitlán                                       |                                                                     |
|                          | Madrid 11' · Rosas 18' · Medina 28' · Ruíz 90' | [Carlos Manuel Mata Infante Reporte] | 58' Calleja  | Asistencia: 200 espectadores Árbitro(s): Carlos Manuel Mata Infante | Asistencia: 200 espectadores Árbitro(s): Carlos Manuel Mata Infante |

| 5 de mayo de 2012, 14:00                              | Coyotes Neza | 1:2 (0:1) (Global 2:6) | Real Cuautitlán            | Estadio Metropolitano, Ciudad Nezahualcóyotl                      |                                                                   |
|                                                       | González 58' | Reporte                | 38' Medina · 77' Hernández | Asistencia: 500 espectadores Árbitro(s): Jorge Adan Tonix Vázquez | Asistencia: 500 espectadores Árbitro(s): Jorge Adan Tonix Vázquez |
| Real Cuautitlán avanzó a Cuartos de Final. Global 2-6 |              |                        |                            |                                                                   |                                                                   |

| 2 de mayo de 2012, 16:00 | Tulyehualco          | 3:1 (0:1) | Potros de Hierro | Ex Hacienda San José Maravillas, Puebla                          |                                                                  |
|                          | · Padilla 76', 90+1' | Reporte   | 34' Rebollar     | Asistencia: 150 espectadores Árbitro(s): Gonzalo Santiago García | Asistencia: 150 espectadores Árbitro(s): Gonzalo Santiago García |

| 5 de mayo de 2012, 19:00                          | Potros de Hierro                        | 3:2 (0:0) (Global 4:5) | Tulyehualco                  | Universidad Anáhuac México Norte, Huixquilucan                           |                                                                          |
|                                                   | Miranda 73' · De La Torre 85' · Cid 86' | Reporte                | 46' Carrasco · 79' Hernández | Asistencia: 200 espectadores Árbitro(s): Christian Adrián Ramírez Tejeda | Asistencia: 200 espectadores Árbitro(s): Christian Adrián Ramírez Tejeda |
| Tulyehualco avanzó a Cuartos de Final. Global 4-5 |                                         |                        |                              |                                                                          |                                                                          |

| 2 de mayo de 2012, 15:00 | Orinegros                                   | 4:1 (2:1) | Calor         | Estadio Olímpico del Tecnológico de Ciudad Madero, Ciudad Madero  |                                                                   |
|                          | Orozco 22' · Montoya 29', 47' · Sánchez 69' | Reporte   | 19' Rodríguez | Asistencia: 300 espectadores Árbitro(s): Luis Darién Morán Donías | Asistencia: 300 espectadores Árbitro(s): Luis Darién Morán Donías |

| 5 de mayo de 2012, 13:30                    | Calor                                                                | 7:1 (3:1) (Global 8:5) | Orinegros | Unidad Deportiva San Pedro, San Pedro                               |                                                                     |
|                                             | Flores 7', 49', 78', 90+1' · Rodríguez 14' · Machado 39' · Ponce 86' | Reporte                | 3'        | Asistencia: 250 espectadores Árbitro(s): Víctor Alfonso Chávez Cruz | Asistencia: 250 espectadores Árbitro(s): Víctor Alfonso Chávez Cruz |
| Calor avanzó a Cuartos de Final. Global 8-5 |                                                                      |                        |           |                                                                     |                                                                     |

| 2 de mayo de 2012, 11:00 | Vaqueros (Bellavista) | 1:1 (1:1) | Colegio Guanajuato | Club Vaqueros Cancha 1, Tlaquepaque                           |                                                               |
|                          | Gutiérrez 8'          | Reporte   | 37' Aranda         | Asistencia: 100 espectadores Árbitro(s): Edgardo Espejo Tello | Asistencia: 100 espectadores Árbitro(s): Edgardo Espejo Tello |

| 5 de mayo de 2012, 15:00                                  | Colegio Guanajuato | 1:2 (0:2) (Global 2:3) | Vaqueros (Bellavista) | Colegio Guanajuato, Purísima de Bustos                                   |                                                                          |
|                                                           | González 81'       | Reporte                | 24', 35' Ramos        | Asistencia: 500 espectadores Árbitro(s): Jovanni Gabriel Zúñiga Martinez | Asistencia: 500 espectadores Árbitro(s): Jovanni Gabriel Zúñiga Martinez |
| Vaqueros Bellavista avanzó a Cuartos de Final. Global 2-3 |                    |                        |                       |                                                                          |                                                                          |

| 3 de mayo de 2012, 20:00 | Real Zamora               | 2:0 (1:0) | Yurécuaro | Unidad Deportiva El Chamizal, Zamora                                   |                                                                        |
|                          | Magaña 18' · Barragán 63' | Reporte   |           | Asistencia: 2 000 espectadores Árbitro(s): Luis Alberto Vazquez Pineda | Asistencia: 2 000 espectadores Árbitro(s): Luis Alberto Vazquez Pineda |

| 6 de mayo de 2012, 16:00                          | Yurécuaro | 0:2 (0:1) (Global 0:4) | Real Zamora               | Unidad Deportiva Centenario, Yurécuaro                        |                                                               |
|                                                   |           | Reporte                | 45' Espinoza · 59' Franco | Asistencia: 1 500 espectadores Árbitro(s): Aldo Cano Martínez | Asistencia: 1 500 espectadores Árbitro(s): Aldo Cano Martínez |
| Real Zamora avanzó a Cuartos de Final. Global 0-4 |           |                        |                           |                                                               |                                                               |

| 2 de mayo de 2012, 19:00 | Poblado Miguel Alemán | 0:1 (0:0) | Monarcas Morelia | Estadio Alejandro López Caballero, Miguel Alemán               |                                                                |
|                          |                       | Reporte   | 48' Ortíz        | Asistencia: 2 000 espectadores Árbitro(s): Eleazar Limón Ochoa | Asistencia: 2 000 espectadores Árbitro(s): Eleazar Limón Ochoa |

| 5 de mayo de 2012, 12:00                               | Monarcas Morelia                      | 3:1 (1:0) (Global 4:1) | Poblado Miguel Alemán | Cancha Anexa al Estadio Morelos, Morelia                                 |                                                                          |
|                                                        | Piñón 28' · Escudero 52' · Meza 90+3' | Reporte                | 54' Silva             | Asistencia: 60 espectadores Árbitro(s): Marco Antonio Bisguerra Mendiola | Asistencia: 60 espectadores Árbitro(s): Marco Antonio Bisguerra Mendiola |
| Monarcas Morelia avanzó a Cuartos de Final. Global 4-1 |                                       |                        |                       |                                                                          |                                                                          |

#### Cuartos de final
| 10 de mayo de 2012, 18:30 | Santos Casino | 0:2 (0:2) | Langostineros         | Unidad Deportiva Casino Español, Córdoba                                  |                                                                           |
|                           |               | Reporte   | 18' Ortíz · 19' López | Asistencia: 1 100 espectadores Árbitro(s): Michel Ricardo Espinoza Avalos | Asistencia: 1 100 espectadores Árbitro(s): Michel Ricardo Espinoza Avalos |

| 13 de mayo de 2012, 14:00 | Langostineros          | 2:2 (2:1) (Global 4:2) | Santos Casino               | Campo de la Sección 23, Atoyac                                             |                                                                            |
|                           | Olguín 23' · López 44' | Reporte                | 20' Sandoval · 76' Cárdenas | Asistencia: 2 500 espectadores Árbitro(s): Jovanni Gabriel Zúñiga Martinez | Asistencia: 2 500 espectadores Árbitro(s): Jovanni Gabriel Zúñiga Martinez |

| 9 de mayo de 2012, 16:00 | Tulyehualco  | 1:4 (1:2) | Real Cuautitlán                                  | Ex Hacienda San José Maravillas, Puebla                             |                                                                     |
|                          | Carrasco 45' | Reporte   | 13' Ruiz · 22' Moncada · 90+2', 90+3' De la Cruz | Asistencia: 200 espectadores Árbitro(s): Carlos Manuel Mata Infante | Asistencia: 200 espectadores Árbitro(s): Carlos Manuel Mata Infante |

| 12 de mayo de 2012, 16:00                        | Real Cuautitlán                                  | 5:0 (1:0) (Global 9:1) | Tulyehualco | Estadio Los Pinos, Cuautitlán                                 |                                                               |
|                                                  | Madrid 3', 50', 69' · De la Cruz 73' · Rosas 83' | Reporte                |             | Asistencia: 300 espectadores Árbitro(s): Omar Jaime Hernández | Asistencia: 300 espectadores Árbitro(s): Omar Jaime Hernández |
| Real Cuautitlán avanzó a Semifinales. Global 9-1 |                                                  |                        |             |                                                               |                                                               |

| 9 de mayo de 2012, 12:00 | Vaqueros (Bellavista) | 0:0     | Calor | Club Vaqueros Cancha 1, Tlaquepaque                               |                                                                   |
|                          |                       | Reporte |       | Asistencia: 100 espectadores Árbitro(s): Jonatan Mercado Figueroa | Asistencia: 100 espectadores Árbitro(s): Jonatan Mercado Figueroa |

| 12 de mayo de 2012, 13:30              | Calor                          | 3:1 (2:1) (Global 3:1) | (Vaqueros Bellavista) | Unidad Deportiva San Pedro, San Pedro                             |                                                                   |
|                                        | Flores 28', 36' · Martínez 77' | Reporte                | 42' Mejía             | Asistencia: 300 espectadores Árbitro(s): Alejandro Funk Villafañe | Asistencia: 300 espectadores Árbitro(s): Alejandro Funk Villafañe |
| Calor avanzó a Semifinales. Global 3-1 |                                |                        |                       |                                                                   |                                                                   |

| 9 de mayo de 2012, 20:00 | Real Zamora | 0:1 (0:1) | Monarcas Morelia | Unidad Deportiva El Chamizal, Zamora                                       |                                                                            |
|                          |             | Reporte   | 42' Barrera      | Asistencia: 2 000 espectadores Árbitro(s): Christian Adrián Ramírez Tejeda | Asistencia: 2 000 espectadores Árbitro(s): Christian Adrián Ramírez Tejeda |

| 12 de mayo de 2012, 12:00                                                       | Monarcas Morelia | 0:1 (0:1) (3:4 p.)(Global 1:1) | Real Zamora | Cancha Anexa al Estadio Morelos, Morelia                            |                                                                     |
|                                                                                 |                  | Reporte                        | 10' Franco  | Asistencia: 300 espectadores Árbitro(s): Isaac Javier Farias Moreno | Asistencia: 300 espectadores Árbitro(s): Isaac Javier Farias Moreno |
| Real Zamora avanzó a Semifinales tras ganar 3-4 en serie de penales. Global 1-1 |                  |                                |             |                                                                     |                                                                     |

#### Semifinales
| 17 de mayo de 2012, 16:00 | Real Cuautitlán | 0:0     | Langostineros | Estadio Los Pinos, Cuautitlán                                   |                                                                 |
|                           |                 | Reporte |               | Asistencia: 2 000 espectadores Árbitro(s): Edgardo Espejo Tello | Asistencia: 2 000 espectadores Árbitro(s): Edgardo Espejo Tello |

| 20 de mayo de 2012, 14:00                                                        | Langostineros | 0:0 (6:7 p.)(Global 0:0) | Real Cuautitlán | Campo de la Sección 23, Atoyac                                             |                                                                            |
|                                                                                  |               | Reporte                  |                 | Asistencia: 3 500 espectadores Árbitro(s): Jovanni Gabriel Zúñiga Martinez | Asistencia: 3 500 espectadores Árbitro(s): Jovanni Gabriel Zúñiga Martinez |
| Real Cuautitlán avanzó a la Final tras ganar 6-7 en serie de penales. Global 0-0 |               |                          |                 |                                                                            |                                                                            |

| 16 de mayo de 2012, 20:00 | Real Zamora | 1:0 (0:0) | Calor | Unidad Deportiva El Chamizal, Zamora                                      |                                                                           |
|                           | Zarate 69'  | Reporte   |       | Asistencia: 3 000 espectadores Árbitro(s): Michel Ricardo Espinoza Ávalos | Asistencia: 3 000 espectadores Árbitro(s): Michel Ricardo Espinoza Ávalos |

| 19 de mayo de 2012, 13:30           | Calor                     | 1:1 (1:0) (Global 2:1) | Real Zamora | Unidad Deportiva San Pedro, San Pedro                               |                                                                     |
|                                     | Lozoya 36' · Terrazas 85' | Reporte                |             | Asistencia: 500 espectadores Árbitro(s): Mario Humberto Vargas Mata | Asistencia: 500 espectadores Árbitro(s): Mario Humberto Vargas Mata |
| Calor avanzó a la Final. Global 2-1 |                           |                        |             |                                                                     |                                                                     |

#### Final
| 23 de mayo de 2012, 16:00 | Real Cuautitlán | 1:0 (0:0) | Calor | Estadio Los Pinos, Cuautitlán                                            |                                                                          |
|                           | Bernal 65'      | Reporte   |       | Asistencia: 800 espectadores Árbitro(s): Eduardo Alberto Vázquez Aguilar | Asistencia: 800 espectadores Árbitro(s): Eduardo Alberto Vázquez Aguilar |

| 26 de mayo de 2012, 13:30 | Calor       | 1:1 (0:0) (Global 1:2) | Real Cuautitlán | Unidad Deportiva San Pedro, San Pedro                                 |                                                                       |
|                           | Reyes 90+3' | Reporte                | 80' Hernández   | Asistencia: 1 000 espectadores Árbitro(s): Mario Humberto Vargas Mata | Asistencia: 1 000 espectadores Árbitro(s): Mario Humberto Vargas Mata |

| Campeón Tercera División 2011-12 |
| -------------------------------- |
|                                  |
| Real Cuautitlán                  |
| 1° Título                        |

### Equipos ascendidos a Segunda División
| Real Cuautitlán Asciende a la Liga Premier de Ascenso | Calor de San Pedro Asciende a la Liga de Nuevos Talentos |
| ----------------------------------------------------- | -------------------------------------------------------- |

## Liguilla de Filiales
|  | Cuartos de final | Cuartos de final         | Cuartos de final | Cuartos de final | Cuartos de final |   |   | Semifinales              | Semifinales | Semifinales | Semifinales | Semifinales |  |   | Final    | Final | Final | Final | Final |  |
|  |                  |                          |                  |                  |                  |   |   |                          |             |             |             |             |  |   |          |       |       |       |       |  |
|  |                  |                          |                  |                  |                  |   |   |                          |             |             |             |             |  |   |          |       |       |       |       |  |
|  | 2                | Cruz Azul Dublán         | 1                | 2                | 3                |   |   |                          |             |             |             |             |  |   |          |       |       |       |       |  |
|  | 2                | Cruz Azul Dublán         | 1                | 2                | 3                |   |   |                          |             |             |             |             |  |   |          |       |       |       |       |  |
|  | 7                | Estudiantes Tecos "C"    | 1                | 1                | 2                |   |   |                          |             |             |             |             |  |   |          |       |       |       |       |  |
|  | 7                | Estudiantes Tecos "C"    | 1                | 1                | 2                |   | 2 | Cruz Azul Dublán         | 0           | 1           | 1           |             |  |   |          |       |       |       |       |  |
|  |                  |                          |                  |                  |                  |   | 2 | Cruz Azul Dublán         | 0           | 1           | 1           |             |  |   |          |       |       |       |       |  |
|  |                  |                          | 5                | Atlas 3a         | 1                | 1 | 2 |                          |             |             |             |             |  |   |          |       |       |       |       |  |
|  | 4                | Canteranos Altamira      | 5                | Atlas 3a         | 1                | 1 | 2 | 0                        | 2           | 2           |             |             |  |   |          |       |       |       |       |  |
|  | 4                | Canteranos Altamira      |                  |                  |                  |   |   |                          |             | 2           |             |             |  |   |          |       |       |       |       |  |
|  | 5                | Atlas 3a                 | 2                | 1                | 3                |   |   |                          |             |             |             |             |  |   |          |       |       |       |       |  |
|  | 5                | Atlas 3a                 | 2                | 1                | 3                |   |   |                          |             |             |             |             |  | 5 | Atlas 3a | 3     | 0     | 3     |       |  |
|  |                  |                          |                  |                  |                  |   |   |                          |             |             |             |             |  | 5 | Atlas 3a | 3     | 0     | 3     |       |  |
|  |                  |                          | 6                | Guadalajara "C"  | 2                | 2 | 4 |                          |             |             |             |             |  |   |          |       |       |       |       |  |
|  | 1                | Escuela de Fútbol Chivas | 6                | Guadalajara "C"  | 2                | 2 | 4 | 1                        | 1           | 2           |             |             |  |   |          |       |       |       |       |  |
|  | 1                | Escuela de Fútbol Chivas |                  |                  |                  |   |   |                          |             | 2           |             |             |  |   |          |       |       |       |       |  |
|  | 8                | Xoloitzcuintles 3a       | 1                | 0                | 1                |   |   |                          |             |             |             |             |  |   |          |       |       |       |       |  |
|  | 8                | Xoloitzcuintles 3a       | 1                | 0                | 1                |   | 1 | Escuela de Fútbol Chivas | 2           | 0           | 2           |             |  |   |          |       |       |       |       |  |
|  |                  |                          |                  |                  |                  |   | 1 | Escuela de Fútbol Chivas | 2           | 0           | 2           |             |  |   |          |       |       |       |       |  |
|  |                  |                          | 6                | Guadalajara "C"  | 1                | 2 | 3 |                          |             |             |             |             |  |   |          |       |       |       |       |  |
|  | 3                | TR Boca del Río          | 6                | Guadalajara "C"  | 1                | 2 | 3 | 2                        | 1           | 3           |             |             |  |   |          |       |       |       |       |  |
|  | 3                | TR Boca del Río          |                  |                  |                  |   |   |                          |             | 3           |             |             |  |   |          |       |       |       |       |  |
|  | 6                | Guadalajara "C"          | 4                | 1                | 5                |   |   |                          |             |             |             |             |  |   |          |       |       |       |       |  |
|  | 6                | Guadalajara "C"          | 4                | 1                | 5                |   |   |                          |             |             |             |             |  |   |          |       |       |       |       |  |
|  |                  |                          |                  |                  |                  |   |   |                          |             |             |             |             |  |   |          |       |       |       |       |  |